# Граф Ольга Борисівна

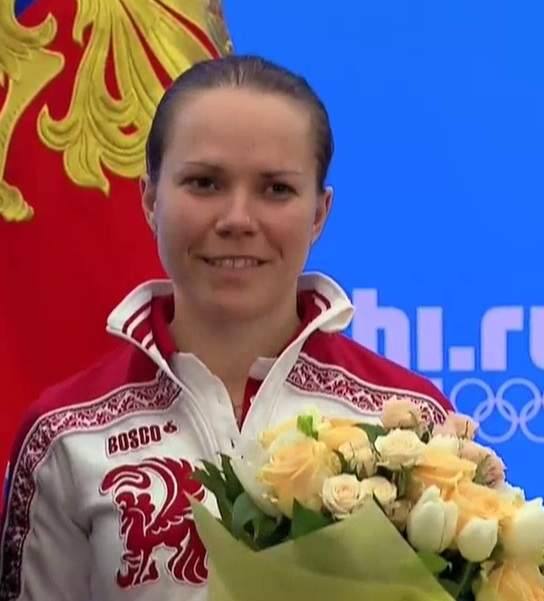
Ольга Граф у 2014

Ольга Борисівна Граф (рос. Ольга Борисовна Граф; нар. 15 липня 1983, Омськ, СРСР) — російська ковзанярка. Чемпіонка Росії в командній гонці (2008) і на 5000 м (2011). Бронзовий призер зимових Олімпійських ігор 2014 року на дистанції 3000 м.